# بني ردمان (أرحب)

تعديل مصدري - تعديل

بني ردمان هي إحدى قرى عزلة بني على بمديرية أرحب التابعة لمحافظة صنعاء، بلغ تعداد سكانها 557 نسمة حسب تعداد اليمن لعام 2004.